# 西沟白土坡遗址
西沟白土坡遗址，位于中国青海省循化县积石镇西沟上庄，为青海省市县级文物保护单位，公布日期为1987年6月10日，类型为古遗址。
西沟白土坡遗址的历史年代为齐家文化。